# Stanisław Osmenda
| Stanisław Osmenda        | |
|                          | |
| Data i miejsce urodzenia | 21 kwietnia 1951, Miechów                                                                          |
| Pełnione funkcje         | Kustosz stałej siedziby Zakonu Rycerskiego Świętego Grobu Bożego w Jerozolimie (OESSH) w Miechowie |
| Odznaczenia              | |
|                          | |

Stanisław Franciszek Osmenda (ur. 21 kwietnia 1951 w Miechowie) – polski przedsiębiorca, filantrop i działacz społeczny, zaangażowany w działalność charytatywną, kulturalną i społeczną na terenie powiatu miechowskiego. Jego praca znacząco przyczynia się do promocji i rozwoju Miechowa, zwłaszcza jako „Polskiej Jerozolimy”.

## Wczesne życie i praca
Urodził się i wychował w Miechowie, ukończył Technikum Energetyczne w Krakowie. Swoją karierę zawodową rozpoczął w Polskich Zakładach Zbożowych, a w 1977 roku założył „Przedsiębiorstwo Produkcyjno-Handlowe Elektroinstal,” specjalizujące się w szerokim zakresie instalacji elektroenergetycznych. Firma, zatrudniająca wraz z podwykonawcami 150 osób, stała się znana z realizacji projektów na terenie całej Polski, w tym w obiektach sakralnych, przemysłowych i użyteczności publicznej. Osmenda realizował projekty elektroinstalacyjne dla gmachów rządowych, uniwersytetów, kościołów oraz tak miejsc jak Muzeum Czartoryskich w Krakowie, Teatr im. J.Słowackiego czy Bazylika Grobu Bożego w Jerozolimie. Na kanwie jego pracy w Ziemi Świętej, w 2015 roku powstała polsko-angielska publikacja pod redakcją Grzegorza Słącza pt.: „Przestrzenie Światła. Spaces of Light,” w której przedstawiono dokonania firmy.

## Działalność filantropijna i społeczna
Osmenda jest znany z zaangażowania w działalność charytatywną. Jego firma często wykonuje nieodpłatne prace na rzecz kościołów i instytucji społecznych. Przykłady jego wkładu obejmują prace w miejscach takich jak Chrześcijańskie Centrum Informacyjne w Jerozolimie oraz liczne kościoły w Ziemi Świętej i Polsce. W 2006 roku współfinansował postawienie figury Chrystusa Zmartwychwstałego na kopule wieży bazyliki Grobu Bożego w Miechowie, corocznie także wspiera także finansowo działalność diecezjalnego Caritas. Angażował się również w prace renowacyjne w zabytkowych budynkach, takich jak konserwacja ołtarza Matki Boskiej Częstochowskiej w bazylice Grobu Bożego (2009–2011) oraz odnawianie elewacji i wymiana okien w ramach programu „Ochrona zabytków” (2022).
Działa także w lokalnej społeczności, wspierając budowę kaplicy przy Hospicjum im. bł. Siostry Bernardyny Jabłońskiej w Miechowie oraz różnorodne projekty społeczne i kulturalne, takie jak inicjatywy edukacyjne w szkołach czy wydarzenia promujące dziedzictwo Miechowa jako „Polskiej Jerozolimy”.
Z jego inicjatywy powstała publikacja popularnonaukowa pt. ,,Z Ziemi Świętej do Polski. Dzieje Zakonu Bożogrobców.” Na pamiątkę 850. rocznicy sprowadzenia Zakonu Bożogrobców do Miechowa przez Jaksę Gryfitę. A w 2019 roku był inicjatorem odznaczenia parafialnego Signum Sacri Itineris Miechoviensis-Miechowskiego Krzyża Pielgrzyma, wzorowanego na Krzyżu Pielgrzyma przyznawanego przez Kustodię Ziemi Świętej.

## Wkład w Miechowskie Dni Jerozolimy[5][6]
Stanisław Osmenda odegrał kluczową rolę nie tylko w promowaniu Miechowa jako “Polskiej Jerozolimy”, ale również w organizacji Miechowskich Dni Jerozolimy, które przyciągnęły wielu gości z całego świata. Dzięki jego staraniom Miechów odwiedzili m.in. kardynał Fernando Filoni, kardynał Kazimierz Nycz, a także zwierzchnicy Zakonu Rycerskiego Grobu Bożego w Jerozolimie (OESSH) z różnych krajów: Jean-Pierre de Glutz (Europa), Roberto Buontempo (Malta, także Ambasador Malty na Węgrzech), Béla Jungbert (Węgry), Tomaš Parma (Czechy) oraz Claude Grebeša (Chorwacja). W Miechowie miały również miejsce wydarzenia kulturalne, takie jak koncerty Filharmonii Krakowskiej oraz Capella Cracoviensis.

## Odznaczenia i wyróżnienia
Stanisław Osmenda został uhonorowany wieloma odznaczeniami za swoją działalność na rzecz społeczności lokalnej, kultury i Kościoła. Do najważniejszych należą:
- Krzyż Kawalerski Orderu Odrodzenia Polski (Polonia Restituta) – przyznany przez Prezydenta RP za wybitne zasługi dla społeczności lokalnej.
- Złoty Krzyż Zasługi – otrzymany dwukrotnie, za zasługi zawodowe i społeczne.
- Medal Stulecia Odzyskanej Niepodległości – za aktywną działalność społeczną i zawodową.
- Krzyż Małopolski – Złota Odznaka Honorowa Województwa Małopolskiego za kultywowanie pamięci o walce o niepodległość.
- Medal „Pro Patria” i Medal „Pro Bono Poloniae” – przyznane przez Szefa Urzędu do Spraw Kombatantów i Osób Represjonowanych za działalność patriotyczną i upowszechnianie wiedzy o tradycjach niepodległościowych.
- Medal Komisji Edukacji Narodowej – za szczególne zasługi w edukacji i wychowaniu młodzieży[7].
- Order Świętego Grzegorza Wielkiego – papieskie odznaczenie, które otrzymał z rąk kardynała Fernando Filoniego, Wielkiego Mistrza Zakonu Rycerskiego Świętego Grobu Bożego, podczas VIII Miechowskich Dni Jerozolimy. Jest to jedno z najwyższych papieskich odznaczeń, jakie może otrzymać osoba świecka.
- Złoty Krzyż Pielgrzyma – nadany przez Kustodię Ziemi Świętej, znak wdzięczności za zaangażowanie na rzecz miejsc świętych.
- Medal „Milito Pro Christo” – otrzymany od Biskupa Polowego Wojska Polskiego za zasługi dla Ordynariatu Polowego Wojska Polskiego.
- Nagroda Burmistrza w kategorii „Osobowość Roku” – Statuetka Macieja Miechowity – przyznana Stanisławowi Osmendzie za wyjątkowe zaangażowanie w inicjatywy społeczne, które promują i wspierają rozwój miasta Miechowa. Osmenda został uhonorowany tą nagrodą jako jeden z głównych organizatorów Miechowskich Dni Jerozolimy, wydarzenia o charakterze kulturalno-historycznym, które przypomina związki Miechowskich Bożogrobców z Ziemią Świętą. Działa również na rzecz organizacji imprez o tematyce patriotycznej i niepodległościowej oraz promuje historię lokalną poprzez liczne publikacje. Laureat przyczynił się do pozytywnego wizerunku Miechowa i Ziemi Miechowskiej.